# 這就是街舞
《這！就是街舞》（英文：Street Dance of China），简称这街，是2018年开始播出的中國綜藝節目。由優酷、天貓、巨匠出品，聯合燦星制作共同製作，第一季於2018年2月24日起在優酷網路平台播出。節目形式為街舞選拔真人秀，由黃子韜、易烊千璽、羅志祥及韓庚擔任明星隊長，並透過海選、個人對戰及團體對戰等形式選出街舞冠軍，節目中選手們展示了Locking 、Popping 、Breaking、Hip-Hop、House、Jazz、Urban、Waacking、Krump等多種街舞形式。

第一季於2018年2月底開始在優酷播放，正式比賽共11期，最後由易燃裝置戰隊韓宇奪冠。
第二季於2019年5月18日在優酷播出，最後由修樓梯戰隊葉音奪冠。
第三季於2020年7月18日在優酷播出，最後由一波王炸戰隊楊凱奪冠。
第四季於2021年8月14日在優酷播出，最後由一波王炸戰隊葉音再度奪冠，成為二季的雙冠軍。
第五季於2022年8月13日在優酷播出，最後由Zyko奪冠。
第六季於2023年11月4日在優酷播出，最後由恆星製造戰隊Poppin C奪冠。

## 節目介紹
《這！就是街舞》是一個大型街舞競技節目，為中國第一個正式在海外大範圍播出的網路綜藝節目。由江廣盈科買下海外播出版權，首輪在馬來西亞、泰國、新加坡等國家播放。
2017年10月27日，《這！就是街舞》在福建厦门中华城進行海选。

### 場地
第一季百強海選的場地是以中國城市特色街道為藍本的真實街道，包括上海石庫門、中國紅大宅門、廣州騎樓及塗鴉街道四個街區。四位明星隊長分別對應一條特色街道，進行選手的海選考核。

## 明星隊長

### 第一季
| 明星隊長 | 隊長介紹                       | 戰隊名稱 | 代表色 | 戰隊成員 |
| 黃子韜   | 中国男歌手、演员               | 西泡泡   |        | 曾桃玲、淡淡、雷曉暘、楊文昊（Viho）、阿酸（李建諠）、小小黑、劉也、楊雅捷、石頭（史健凱）、王子奇（Zaki）                                |
| 易烊千璽 | 中国男歌手、舞者、演员         | 易燃裝置 |        | 孫維君、楊建（蛇男）、淋雨、鐘晨、張天賜、周星夙、小P（許宸志）、亮亮（胡浩亮）、林夢、韓宇                                               |
| 羅志祥   | 台湾男歌手、主持人、舞者、演员 | 修樓梯   |        | 王淵震（PoPo）、Nikki（陳妍臻）、袋鼠、何展成（Jawn Ha）、趙鵬程（奶球）、吉祥、謝文珂（鴨子Ducky）、徐少麟、田一德（ED）、王新伊（童童） |
| 韓庚     | 中国男歌手、演员、舞者         | 態度大師 |        | 小飛、小婷（鄧曉婷）、電門、馬東杰、葉秋欣、佐佐、李琰、阿偉、Lingo（謝祥興）、龍仔                                                       |

### 第二季
| 明星隊長 | 隊長介紹                       | 戰隊名稱 | 代表色 | 戰隊成員 |
| 吳建豪   | 美籍華裔男演員、歌手           | 吳俠聯盟 |        | 阿K（陳杰）、兔子、Gumball（孫悟空）、小五、廖廖、陳泰瑋（阿瑋）、王潤、Abby（芶雯靖）、阿琪、Waiwai（黃卉）、陳健嚴、Ben（趙祥誠）               |
| 易烊千璽 | 中国男歌手、舞者、演员         | 易燃裝置 |        | 馮正（Poppin Sonic)、小海（Jr Taco）、阿牙、Franklin（余衍林）、AC（雷曦）、JC俊（劉俊成）、Kun（彭振堃）、陳博文、小夕、魚丸、米震、Vico（路征） |
| 羅志祥   | 台湾男歌手、主持人、舞者、演员 | 修樓梯   |        | 葉音、三兒、Semi（張世民）、炎炎、美子、辰辰、王子豪、仙人、小智、賴威爾、郭胤兒、阿金                                                            |
| 韓庚     | 中国男歌手、演员、舞者         | 態度大師 |        | 鴨子（Crazy Duck）、馬曉龍、BingBing（李冰冰）、范范、穆童、金小根 、重陽、Eleven（許樺）、龐舒月、波子、龍嘯、茶叔                               |

### 第三季
| 明星隊長 | 隊長介紹                                   | 戰隊名稱 | 代表色 | 戰隊成員 |
| 王一博   | 中國男歌手、舞者、演員、主持人、職業賽車手 | 一波王炸 |        | 楊凱、公孫無名、BouBoo (布布)、小雞（林森）、楊文韜、CiCi（張燦）、電門、小君君、大餅、大婷（楊雨婷）、李帥、BIBI (湯乾)、洪楊 |
| 王嘉爾   | 香港及韓國男歌手、舞者、主持人             | 王這裡看 |        | 雷曉暘、Collin（朱柯霖）、Alex（盧德）、小白、李春林、小朝（江德朝）、沈凱翔、子彈、KK王小可、陳默、秦煜、奧斯卡、大杭         |
| 張藝興   | 中國及韓國男歌手、製作人、舞者、演員       | 核興舞器 |        | 騰仔、喬治、Klash（葛瓦斯）、Boris（巴里斯）、黃瀟、蓋蓋、Apple（楊麒）、波波、王濤、程薇霖、三金、兔子、泰迪                  |
| 鍾漢良   | 香港男演员、歌手、舞者                     | 哇挖酷寶 |        | 肖杰、張建鵬、蘇戀雅、AK東、小寶、小明、肖智斌（Bingo）、沈子皓、林夢、小龍、陳最、夢迪、羅永勝（LockingWing）                 |

### 第四季
| 明星隊長 | 隊長介紹                                                                | 戰隊名稱 | 代表色 | 神兽 | 戰隊成員 |
| 王一博   | 中國男歌手、舞者、演員、主持人、職業賽車手、全能男明星、dancing machine | 一波王炸 |        | 酷豹 | 葉音、亮亮（胡浩亮）、Nelson（尼爾森）、BouBoo（布布）、Hilty&Bosch（YOU、ZIN）、小海（Jr Taco）、Momo Koyama（小山桃）、楊凱、兔子 |
| 韓庚     | 中國男歌手、演員、舞者                                                  | 態度大師 |        | 战狼 | 馬曉龍、AC（雷曦）、ibuki（今田惟吹）、Zyko（最可）、石頭（史建凱）、小雞（林森）、肖杰、Acky（彰英）、Eleven（許樺）、魚丸、范范   |
| 劉憲華   | 中國及韓國男歌手、舞者、演員                                            | 世界一劉 |        | 飞虎 | 韓宇、三兒、Rochka（卡卡）、CHIKA（佐佐木智賀）、鐘晨、Boris（巴里斯）、李春林、WaiWai（黃卉）、楊文韜、CiCi（張燦）、C-Lil（紫龍） |
| 張藝興   | 中國及韓國男歌手、制作人、舞者、演員                                    | 核興舞器 |        | 莲龙 | KENKEN（村上賢升）、Poppin C、黃瀟、喬治、MT-POP（阮武明俊）、GOGO BROTHERS（REI、YUU）、波子、BUNTA（川島文太）、電門              |

### 第五季
| 明星隊長 | 隊長介紹                                   | 戰隊名稱 | 代表色 | 戰隊成員       |
| 王一博   | 中國男歌手、舞者、演員、主持人、職業賽車手 | 一波王炸 |        | 第五季不分戰隊 |
| 韓庚     | 中國男歌手、演員、舞者                     | 態度大師 |        | 第五季不分戰隊 |
| 劉雨昕   | 中國女歌手、舞者                           | 全昕勢力 |        | 第五季不分戰隊 |
| 李承鉉   | 中國及韓國男歌手、舞者、演員               | 幸運派對 |        | 第五季不分戰隊 |

### 第六季
| 明星隊長 | 隊長介紹             | 戰隊名稱 | 代表色 | 神兽 | 戰隊成員 |
| 吳建豪   | 美籍華裔男演員、歌手 | 吳俠聯盟 |        | 熊猫 | AC（雷曦）、ibuki（今田惟吹）、BouBoo（布布）、橙子、Dedson、Danzel、海人、Klash（葛瓦斯）、Madoka、吳宇飛、希希、仔仔                           |
| 朴載範   | 美籍韓裔男歌手、舞者 | 真正典范 |        | 狮子 | Zyko（最可）、三兒、田一德（ED）、Neguin、Dykens、Badd Machine、Dasha、魚丸、電門、周钰翔、小金刚、马东杰、腾仔                                  |
| 丁程鑫   | 中國男歌手、演員     | 恒星制造 |        | 狐狸 | 阿K（陳杰）、KENKEN（村上賢升）、Klash（葛瓦斯）、Riceball、Apple（楊麒）、candyman、salah、Poppin C、豆豆、席佳琪、小朝（江德朝）、宇仔、李飛龙 |

## 節目列表

### 第一季
| 集數 | 播出日期                          | 比賽規則 | 備註              |
| ---- | --------------------------------- | --- | ----------------- |
| 1    | 20180224 隊長崩潰 這海選太難了    | 四位隊長展示各自準備的舞蹈，400名選手自行選擇喜愛的隊長進行考核，考核通過將給予晉級毛巾。 | 400進100          |
| 2    | 20180303 隊長變卦 選手情緒失控    | 四位隊長展示各自準備的舞蹈，400名選手自行選擇喜愛的隊長進行考核，考核通過將給予晉級毛巾。 | 400進100          |
| 3    | 20180310 百強互殺 隊長不忍直視    | 表演後由另外3位隊長進行投票，海選隊長無投票權，獲得隊長3票直接晉級、2票進行對決、1票及0票直接淘汰，49個晉級名額額滿後，比賽直接結束。順序靠後的選手可以挑戰獲得2票選手提前晉級，多選手同時挑戰時，透過轉瓶子決定出戰選手。挑戰的選手只能使用對手的音樂，並由四位隊長投票，輸的直接淘汰。 | 100進49           |
| 4    | 20180317 49強突圍 隊長花式護短    | 表演後由另外3位隊長進行投票，海選隊長無投票權，獲得隊長3票直接晉級、2票進行對決、1票及0票直接淘汰，49個晉級名額額滿後，比賽直接結束。順序靠後的選手可以挑戰獲得2票選手提前晉級，多選手同時挑戰時，透過轉瓶子決定出戰選手。挑戰的選手只能使用對手的音樂，並由四位隊長投票，輸的直接淘汰。 | 100進49           |
| 5    | 20180324 瘋狂24小時齊舞燃炸天     | 由選手事前問卷調查，選出7位街舞隊長，加上1隊敗部復活共8隊，倆倆進行團體對戰，由4位明星隊長投票，獲勝隊伍全員晉級44強，輸的街舞隊長直接待定，並由明星隊長選出一名隊員待定。 | 49進44            |
| 6    | 20180331 選手叛變 隊長心態崩塌    | 接續上集待定選手進行個人對戰，由4位隊長投票，獲得7分或時限內獲得最高分的待定選手晉級44強。4位隊長與44位選手互選，配對成功晉級40強。 | 44進40            |
| 7    | 20180407 淚崩! 40強殘殺隊長割肉   | 四個站對分為兩組，每組對抗三輪，一輪結束後，現場觀眾進行投票，111位評審由60位現場觀眾及51位媒體評審組成，三輪結束後，積3分的隊伍全員晉級，每少一分明星隊長選擇兩位隊員淘汰。 | 40進28            |
| 8    | 20180414 大神也有起不來的時候     | 第一部分 戰隊兩兩進行團體對戰，由隊長決定出戰人員，並由現場觀眾投票，贏的戰隊全員晉級，輸的戰隊由隊長自表演人員中挑選兩名淘汰。 第二部份 復活戰，由隊長派出1名已晉級的成員進行對戰，由現場媒體評審投票，贏的戰隊可復活1位本輪淘汰的選手。                                                | 28進21            |
| 9    | 20180421 煙硝四起 12強熱辣出爐    | 同隊選手2~3人組成表演，表演後由本隊隊長立刻選擇1人晉級12強、1人待定，並由現場觀眾為表演投票。全部表演結束後，獲得最高票的組合，待定選手可與隊友一起晉級12強。 | 21進12 强者突围赛 |
| 10   | 20180428 你等的黄景行终于来了！   | 金、木、水、火、土、这就是街舞”六大主題，搭配合作舞者倆倆對決 | 12進7 半決賽      |
| 11   | 20180505 終極不服冠軍battle對決賽 | | 決賽              |
| 12   | 20180513 眾神回歸強勢炸場不涼涼   | | 表演賽            |

## 選手列表

### 第一季
| 楊文昊 | 黃子韜   |        | 西泡泡   | 43     | 4強    |
| 石頭   | 黃子韜   | 韓宇   | 西泡泡   | 37     | 28強   |
| 淡淡   | 黃子韜   | 淡淡   | 西泡泡   | 47     | 12強   |
| 王子奇 | 黃子韜   | 王子奇 | 西泡泡   | 36     | 12強   |
| 阿酸   | 韓庚     |        | 西泡泡   | 21     | 21強   |
| 劉也   | 黃子韜   | 王子奇 | 西泡泡   | 18     | 21強   |
| 小小黑 | 黃子韜   |        | 西泡泡   | 22     | 21強   |
| 雷曉暘 | 黃子韜   |        | 西泡泡   | 28     | 40強   |
| 楊雅捷 | 黃子韜   |        | 西泡泡   | 1      | 21強   |
| 曾桃玲 | 黃子韜   |        | 西泡泡   | 35     | 40強   |
| 胡浩亮 | 易烊千璽 | 胡浩亮 | 易燃裝置 | 9      | 7強    |
| 韓宇   | 黃子韜   | 韓宇   | 易燃裝置 | 5      | 總冠軍 |
| 張天賜 | 易烊千璽 |        | 易燃裝置 | 16     | 40強   |
| 楊建   | 易烊千璽 |        | 易燃裝置 | 13     | 12強   |
| 周星夙 | 易烊千璽 | 王子奇 | 易燃裝置 | 8      | 21強   |
| 許宸志 | 易烊千璽 |        | 易燃裝置 | 4      | 7强    |
| 林夢   | 易烊千璽 |        | 易燃裝置 | 41     | 40強   |
| 孫維君 | 羅志祥   | 王子奇 | 易燃裝置 | 19     | 21強   |
| 淋雨   | 易烊千璽 |        | 易燃裝置 | 3      | 40強   |
| 鐘晨   | 韓庚     |        | 易燃裝置 | 45     | 40強   |
| 何展成 | 羅志祥   | 何展成 | 修樓梯   | 12     | 28強   |
| 王淵震 | 黃子韜   |        | 修樓梯   | 7      | 40強   |
| 田一德 | 羅志祥   | 何展成 | 修樓梯   | 39     | 亞軍   |
| 陳妍臻 | 韓庚     | 何展成 | 修樓梯   | 26     | 21強   |
| 趙鵬程 | 黃子韜   |        | 修樓梯   | 14     | 12強   |
| 徐少麟 | 羅志祥   | 何展成 | 修樓梯   | 11     | 40強   |
| 謝文珂 | 羅志祥   |        | 修樓梯   | 33     | 4強    |
| 吉祥   | 羅志祥   |        | 修樓梯   | 27     | 28強   |
| 王新伊 | 羅志祥   |        | 修樓梯   | 48     | 21強   |
| 袋鼠   | 羅志祥   | 小豬   | 修樓梯   | 25     | 21強   |
| 李琰   | 韓庚     |        | 態度大師 | 29     | 12強   |
| 馬東杰 | 韓庚     |        | 態度大師 | 44     | 40強   |
| 電門   | 韓庚     |        | 態度大師 | 42     | 28強   |
| 佐佐   | 韓庚     | 胡浩亮 | 態度大師 | 2      | 28強   |
| 阿偉   | 韓庚     |        | 態度大師 | 32     | 7強    |
| 謝祥興 | 韓庚     |        | 態度大師 | 31     | 28強   |
| 龍仔   | 韓庚     |        | 態度大師 | 15     | 40強   |
| 小飛   | 韓庚     | 王子奇 | 態度大師 | 40     | 40強   |
| 葉秋欣 | 韓庚     |        | 態度大師 | 38     | 40強   |
| 鄧曉婷 | 韓庚     |        | 態度大師 | 30     | 28強   |
| 阿寶   | 羅志祥   |        | 淘汰     | 10     | 44強   |
| 華楠   |          |        | 淘汰     | 23     | 44強   |
| 許臣   | 黃子韜   |        | 淘汰     | 34     | 44強   |
| 潘彥如 |          |        | 淘汰     | 不適用 | 44強   |
| 袁冶   |          | 袁冶   | 淘汰     | 不適用 | 49強   |
| 西瓜   | 韓庚     | 小白   | 淘汰     | 不適用 | 49強   |
| 小豬   | 羅志祥   | 小豬   | 淘汰     | 不適用 | 49強   |
| 小白   | 韓庚     | 小白   | 淘汰     | 不適用 | 49強   |
| 唐立   |          |        | 淘汰     | 不適用 | 49強   |

## 賽程

### 第一季

#### 49強
選手好感度排名前7名擔任隊長
| 排名              | 隊長   | 歌曲          | 隊員 |
| ----------------- | ------ | ------------- | ---- |
| 1                 | 韓宇   | 惡狼傳說      |      |
| 2                 | 淡淡   |               |      |
| 3                 | 何展成 |               |      |
| 4                 | 亮亮   | 小雞小雞REMIX |      |
| 5                 | 小白   |               |      |
| 6                 | 小豬   |               |      |
| 7                 | 袁冶   | 隊長口頭禪    |      |
| 不列入 (敗部復活) | 王子奇 | 說散就散      |      |

※註記說明：
 勝，全員晉級
 負，隊長直接待定,再由考核隊長挑選一名待定
| 團體對戰組合 | 團體對戰組合 | 團體對戰組合 |   | 考核隊長 | 待定成員   |
| ------------ | ------------ | ------------ | - | -------- | ---------- |
| 韓宇組       | 1            | 王子奇       | 3 | 黃子韜   | 韓宇，唐立 |
| 何展成組     | 4            | 小豬組       | 0 | 易烊千璽 | 小豬，袋鼠 |
| 亮亮組       | 4            | 小白組       | 0 | 羅志祥   | 小白，西瓜 |
| 淡淡組       | 4            | 袁冶組       | 0 | 韓庚     | 袁冶，阿酸 |

待定成員搶7大戰
規則：時限內獲得7分，或最高分者晉級．
主持人：廖博
 勝，獲得積分1分
 負，獲得積分0分
| 擂主(積分)                                                            | 挑戰者(積分) | 隊長投票 | 隊長投票 | 隊長投票 | 隊長投票 | 本輪勝者 |
| 擂主(積分)                                                            | 挑戰者(積分) | 羅志祥   | 易烊千璽 | 黃子韜   | 韓庚     | 本輪勝者 |
| --------------------------------------------------------------------- | ------------ | -------- | -------- | -------- | -------- | -------- |
| 小豬(0)                                                               | 阿酸(0)      | 阿酸     | 小豬     | 阿酸     | 阿酸     | 阿酸     |
| 阿酸(1)                                                               | 唐立(0)      | 阿酸     | 阿酸     | 阿酸     | 阿酸     | 阿酸     |
| 阿酸(2)                                                               | 西瓜(0)      | X        | 阿酸     | 阿酸     | 西瓜     | 阿酸     |
| 阿酸(3)                                                               | 韓宇(0)      | 韓宇     | 韓宇     | 韓宇     | 韓宇     | 韓宇     |
| 韓宇(1)                                                               | 袋鼠(0)      | 袋鼠     | 韓宇     | 韓宇     | 韓宇     | 韓宇     |
| 韓宇(2)                                                               | 袁冶(0)      | 韓宇     | 韓宇     | 韓宇     | 韓宇     | 韓宇     |
| 韓宇(3)                                                               | 小白(0)      | 韓宇     | 韓宇     | 韓宇     | 韓宇     | 韓宇     |
| 韓宇(4)                                                               | 小豬(0)      | 韓宇     | 韓宇     | 韓宇     | 韓宇     | 韓宇     |
| 韓宇(5)                                                               | 唐立(0)      | 韓宇     | 韓宇     | 韓宇     | 韓宇     | 韓宇     |
| 韓宇(6)                                                               | 西瓜(0)      | 韓宇     | 韓宇     | 韓宇     | 韓宇     | 韓宇     |
| 韓宇晉級獲得七分晉級，其餘繼續搶分，時間限制6分鐘                     |              |          |          |          |          |          |
| 阿酸(3)                                                               | 袋鼠(0)      | 袋鼠     | 袋鼠     | 袋鼠     | 袋鼠     | 袋鼠     |
| 袋鼠(1)                                                               | 袁冶(0)      | 袋鼠     | 袋鼠     | 袋鼠     | 袋鼠     | 袋鼠     |
| 袋鼠(2)                                                               | 小白(0)      | 袋鼠     | 袋鼠     | 袋鼠     | 小白     | 袋鼠     |
| 袋鼠(3)                                                               | 小豬(0)      | 袋鼠     | 袋鼠     | 袋鼠     | 袋鼠     | 袋鼠     |
| 袋鼠(4)                                                               | 唐立(0)      | 袋鼠     | 袋鼠     | 袋鼠     | 袋鼠     | 袋鼠(5)  |
| 時間到，搶分賽由韓宇（獲得7分）、袋鼠（獲得5分）、阿酸（獲得3分）晉級 |              |          |          |          |          |          |

#### 40強
40強進28強
每輸一場，戰隊淘汰2人

##### 第一輪
| 对阵情况                                                                  | 修樓梯 VS 易燃裝置            | 修樓梯 VS 易燃裝置        | 結果  |
| 第一场                                                                    | 何展成、徐少麟、吉祥          | 張天賜、蛇男、小P、孫維君 | 65:42 |
| 第二场                                                                    | 謝文珂、田一德、Nikki、王渊震 | 林夢、鐘晨、周星夙        | 71:38 |
| 第三场                                                                    | 袋鼠、童童、奶球              | 胡浩亮、韓宇、淋雨        | 29:82 |
| 易燃裝置戰隊淘汰：林夢、淋雨、張天賜、鐘晨 修樓梯戰隊淘汰：王淵震、徐少麟 |                               |                           |       |

##### 第二輪
| 对阵情况                                                                  | 態度大師VS 西泡泡          | 態度大師VS 西泡泡          | 結果  |
| 第一場                                                                    | 佐佐、馬東傑、電門、鄧曉婷 | 淡淡、曾桃玲、劉也、楊雅捷 | 46:62 |
| 第二場                                                                    | 阿欣、小飛、龍仔、李琰     | 王子奇、小小黑、雷晓阳     | 75:36 |
| 第三場                                                                    | Lingo、阿偉                | 杨文昊、石頭、阿酸         | 49:60 |
| 態度大師戰隊淘汰：馬東傑、龍仔、小飛、阿欣 西泡泡戰隊淘汰：雷曉陽、曾桃玲 |                            |                            |       |

#### 28強
28強進20強

##### 第1輪
| 第一場                                                 | 態度大師 VS 易燃裝置       | 態度大師 VS 易燃裝置             | 結果  |
| 第一場                                                 | 阿偉、Lingo謝祥興、鄧小婷  | 韓宇、亮亮、蛇男楊建             | 33:78 |
| 第二場                                                 | 西泡泡 VS 修樓梯           | 西泡泡 VS 修樓梯                 | 結果  |
| 第二場                                                 | 楊文昊、王子奇、石頭、阿酸 | 袋鼠、童童、奶球、田一德、謝文珂 | 41:70 |
| 態度大師戰隊淘汰Lingo、鄧小婷 西泡泡戰隊淘汰阿酸、石頭 |                            |                                  |       |

##### 第2輪
| 第一場                                                | 西泡泡 VS 修樓梯           | 西泡泡 VS 修樓梯     |       |
| 第一場                                                | 淡淡、楊雅捷、劉也、小小黑 | 何展成、Nikki、吉祥  | 67:46 |
| 第二場                                                | 態度大師 VS 易燃裝置       | 態度大師 VS 易燃裝置 |       |
| 第二場                                                | 電門、佐佐、李琰           | 周星夙、小P、孫維君  | 53:57 |
| 修樓梯戰隊淘汰何展成、吉祥 態度大師戰隊淘汰電門、佐佐 |                            |                      |       |

##### 第3輪
救人環節
由晉級隊員進行舞斗。每隊（3隊）派1名做代表。
由51位媒體人員投票。勝利的隊伍，隊長選1名隊員復活。
| 隊伍        | 選手   | 投票分數 |
| ----------- | ------ | -------- |
| 修樓梯      | 謝文柯 | 10       |
| 態度大師    | 李琰   | 16       |
| 西泡泡      | 楊文昊 | 25       |
| 被復活:阿酸 |        |          |

#### 21強
強者突圍賽（21進12）
兩兩一組，投票票數前兩名的組員兩位晉級其餘一位晉級。
易燃裝置：亮亮 韓宇 楊建 小P 周星夙 孫維君
西泡泡：楊文昊 王子奇 淡淡 阿酸 小小黑 劉也 楊雅捷
修樓梯：田一德 謝文柯 袋鼠 奶球 童童 陳妍臻
態度大師：阿偉 李琰
|        | 戰隊     | 隊員                 | 晉級       | 投票分數 |
| ------ | -------- | -------------------- | ---------- | -------- |
| 第一組 | 易燃裝置 | 韓宇，周星夙         | 韓宇       |          |
| 第二組 | 西泡泡   | 王子奇，小小黑       | 王子奇     |          |
| 第三組 | 修樓梯   | 謝文柯，童童         | 謝文柯     | 85       |
| 第四組 | 西泡泡   | 楊文昊，楊雅捷       | 楊文昊     |          |
| 第五組 | 修樓梯   | 田一德，陳妍臻       | 田一德     | 76       |
| 第六組 | 易燃裝置 | 小P，孫維君          | 小P        |          |
| 第七組 | 西泡泡   | 淡淡，劉也，阿酸     | 淡淡       | 71       |
| 第八組 | 態度大師 | 阿偉，李琰           | 李琰，阿偉 | 93       |
| 第九組 | 修樓梯   | 袋鼠，奶球           | 奶球       |          |
| 第十組 | 易燃裝置 | 楊建，胡浩亮（亮亮） | 亮亮，楊建 | 86       |

#### 12強
易燃裝置：亮亮 韓宇 楊建 小P
西泡泡：楊文昊 王子奇 淡淡
修樓梯：田一德 謝文柯 奶球
態度大師：李琰 阿伟
金木水火土 這就是街舞（12強進7強）
抽籤兩兩一組對戰。與指定舞者合作，以指定主題加入指定舞蹈元素PK。

#### 12進6
※註記說明：
 勝，晉級
 負，待定
| 主題       | 合作舞者 | 合作舞種 | 選手1     | 選手2         |
| ---------- | -------- | -------- | --------- | ------------- |
| 金         | 朱洁静   | 古典舞   | 亮亮 49   | 謝文珂 55     |
| 木         | 李德戈景 | 民族舞   | 阿伟 76   | 淡淡 29       |
| 水         | 段婧婷   | 芭蕾舞   | 楊文昊 69 | 杨建(蛇男) 36 |
| 火         | 梁岱青   | 国标舞   | 王子奇 32 | 韓宇 75       |
| 土         | 张傲月   | 现代舞   | 李琰 25   | 田一德 85     |
| 這就是街舞 | 黄景行   | 街舞     | 奶球 21   | 小P 86        |

##### 第二輪
6位待定選手Battle
亮亮赢得搶分大战，晋级

#### 7進4
隊長大秀排名 1 易燃裝置 2 西泡泡3 修樓梯4 態度大師
第一場
韓宇95對阿偉53

#### 韓宇晉級
第二場
亮亮29對楊文昊118

#### 楊文昊晉級
第三場
謝文珂60對田一德57對小P34

#### 謝文珂、田一德晉級
第二輪

#### 4進2
第一組謝文珂對田一德
在一片毛巾海下謝文珂只有四條毛巾

#### 田一德晉級
第二組韓宇95對楊文昊51

#### 韓宇晉級
終極不服對決戰共25輪
第一局7輪
韓宇71田一德75
第二局6輪
韓宇88田一德59
第三局5輪
韓宇109田一德39
第四局4輪
韓宇73田一德70

最終結果
冠軍：韓宇（易燃裝置 ）
亞軍：田一德（修樓梯 ）

## 編舞師
| 编舞师                                           | 代表作                                 |
| ------------------------------------------------ | -------------------------------------- |
| Keone&Mari                                       | Is this love、Bills                    |
| Lyle Beniga                                      | 美国偶像                               |
| Phillip Chbeeb                                   | 舞出我人生                             |
| Galen Hooks                                      | river（查理·普斯演唱歌曲）、Dreamgirls |
| Jeff Phi Nguyen (假面舞团jabbawockeez创始人之一) | America's Best Dance Crew（ABDC）      |
| Russell Ferguson                                 | 舞林争霸(So you think you can dance)   |

## 後續
隨著比賽的進行，選手陸續面臨淘汰，西泡泡戰隊隊長黃子韜在《這!就是街舞》節目上表示：「被淘汰了沒關係！我們演唱會見！」並發誓要給自己隊員另外的舞台，而他也立刻在《這!就是街舞》錄製結束兌現諾言。
2018年5月1日，西泡泡戰隊於黃子韜巡演上海站再度聚首，因表演證問題暫時無法登台表演的成員阿酸也到現場支持。西泡泡戰隊再次表演了Begger Remix等曲目。

## 回響
《這!就是街舞》首集播放量為6.35百萬。
節目播出2/3後，在豆瓣的23076篇評分中，29.2%的評論給了5顆星，40.1%的評論給了4顆星，平均獲得7.7的評分，滿分10分，大多數的評分者給了滿意的評價。
2021年2月，节目第三季获国家广播电视总局评选为2020年度优秀海外传播作品。
2022年，胡志明市电视台引进该节目版权，推出在地版本《越南街舞》，成为中国大陆网综节目版权输出海外的首个案例。

## 爭議
原定出演《這！就是街舞》的明星隊長王嘉爾跳槽同性質綜藝節目《熱血街舞團》，引發製作方優酷不滿，而藝人王嘉爾則回應「純屬正常營業選擇」。
節目組首先因疏失誤把看板上「易烊千璽」打成「易洋千璽」道歉。第2期播出後，節目對黃子韜誤導性的剪輯公開道歉。在節目陸續撥出後，韓庚（庚心工作室）要求製作方對魔鬼剪輯道歉，羅志祥也發微博抗議節目組，惡意顛倒影片順序，故意製造粉絲對立。

## 外部連結
- 这！就是街舞 (豆瓣) （页面存档备份，存于）
- 這！就是街舞 第一季 Youku官網 （页面存档备份，存于）
- 这就是街舞的自频道-优酷视频 （页面存档备份，存于）
- 這！就是街舞YouTube官網 （页面存档备份，存于）